# La Coulonche
La Coulonche is een gemeente in het Franse departement Orne (regio Normandië) en telt 493 inwoners (2005). De plaats maakt deel uit van het arrondissement Argentan.

## Geografie
De oppervlakte van La Coulonche bedraagt 14,6 km², de bevolkingsdichtheid is 33,8 inwoners per km².
De onderstaande kaart toont de ligging van La Coulonche met de belangrijkste infrastructuur en aangrenzende gemeenten.

## Demografie
Onderstaande figuur toont het verloop van het inwonertal (bron: INSEE-tellingen).